# Jisra’el Galili

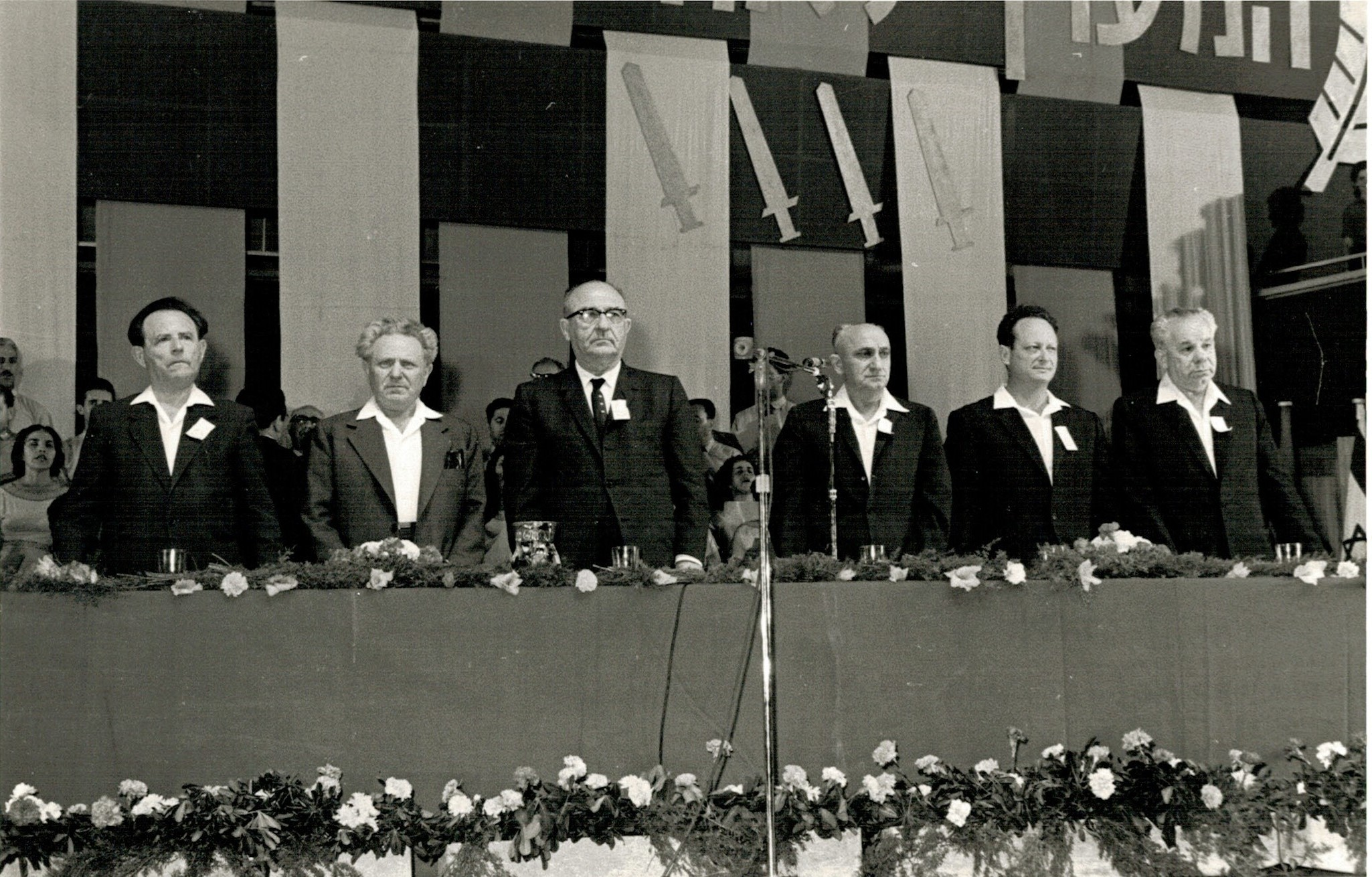
Konwencja założycielska Koalicji Pracy, od lewej: Mosze Karmel, Jigal Allon, Re’uwen Barkat, Lewi Eszkol, Jisra’el Galili i Aharon Becker (1965)

Jisra’el Galili (hebr.: ישראל גלילי, ang.: Israel Galili ur. 10 lutego 1911, zm. 8 lutego 1986) – izraelski polityki, minister rządu i członek Knesetu. Przed uzyskaniem przez państwo żydowskie niepodległości, był szefem sztabu Hagany.

## Życiorys

### Młodość
Urodził się jako Jisra’el Bierczenko w miejscowości Brajłów w ówczesnym Imperium Rosyjskim (obecnie Ukraina). Gdy miał trzy lata, jego rodzina wyemigrowała do Palestyny, będącej wówczas w Imperium osmańskim. Zamieszkali w Tel Awiwie, gdzie Jisra’el ukończył szkołę podstawową i zdobył zawód drukarza.

### Kariera wojskowa
W 1927 wstąpił do żydowskiej organizacji paramilitarnej Hagana. W 1935 znalazł się w komitecie dowództwa Hagany, a rok później objął kierownictwo nad sekcją zakupów uzbrojenia. Gdy w czasie II wojny światowej pojawiło się zagrożenie przełamania przez Niemców brytyjskich linii obrony w Egipcie, Galili był zaangażowany w opracowywanie planów obrony społeczności żydowskiej w Mandacie Palestyny.
W 1946 został szefem sztabu Hagany. Podczas wojny domowej w Mandacie Palestyny włożył olbrzymi wkład w budowę podwalin przyszłych Sił Powietrznych Izraela. Równocześnie pozyskiwał nowe uzbrojenie dla artylerii i piechoty. W dniu 3 maja 1948 doszło między nim a Dawidem Ben Gurionem do różnicy zdań odnośnie do organizacji przyszłych sił zbrojnych. Wydarzenia te przeszły do historii pod nazwą „Rewolty Generałów”. W jej trakcie, w czerwcu Jisra’el Galili stracił swoje stanowisko dowódcze w Haganie. Pomimo to, nie wycofał się on z działalności wojskowej i podczas wojny o niepodległość odegrał bardzo ważną rolę. Między innymi uczestniczył w negocjacjach z przedstawicielami żydowskich organizacji paramilitarnych Irgun i Lechi na temat ich przystąpienia do Sił Obronnych Izraela. Pomagał także w realizacji zagranicznych zakupów broni i amunicji.

### Kariera polityczna
Galili był założycielem grupy młodzieżowej HaNoar HaOved (Pracująca Młodzież) i kibucu Na’an, w którym mieszkał aż do swojej śmierci.
Był deputowanym do Knesetu w latach 1949–1951 i 1955-1977, z ramienia partii politycznej Mapam, a następnie Achdut ha-Awoda i Koalicji Pracy. Przez krótki czas był ministrem informacji, jak również – w kilku gabinetach – ministrem bez teki. Później pełnił funkcję jednego z głównych doradców premier Goldy Meir, był także członkiem prestiżowego parlamentarnego Komitetu Spraw Zagranicznych i Obrony.